# 捜索者 (漫画)
『捜索者』（そうさくしゃ）は、日本国の漫画家、 谷口ジローの漫画作品である。

## あらすじ
志賀岳史は、亡き親友の娘が失踪したという連絡を受け、親友との約束を守るため東京へ向かった。

## 初出
『ビッグコミック』第32巻第11号（1999年5月10日（9）号）から第31巻第27号（1999年11月10日（21）号）までの各号に掲載された。

## 単行本
中国語のほか、スペイン語、ドイツ語、英語、ポーランド語、ポーランド語及びフランス語に翻訳された。
日本語
- 『捜索者』小学館〈ビッグコミックススペシャル〉、2000年2月1日。ISBN 4-09-183714-X。
- 『捜索者』（新装版）小学館〈ビッグコミックススペシャル〉、2016年7月29日。ISBN 978-4-09-187700-0。
- 『捜索者』山と溪谷社〈ヤマケイ文庫〉、2023年9月20日。ISBN 978-4-635-04973-3。[4]

## 脚註